# Парі (фільм, 2008)
«Парі» — російський драматичний фільм, знятий 2008 року. Режисер Наталія Петрова. Сюжет заснований на однойменному оповіданні Антона Чехова. Головні ролі у фільмі виконали Віктор Вержбицький та Володимир Жеребцов. Прем'єра в Росії відбулася 30 жовтня 2008 року.

## Сюжет
Олігарх Віктор Петрович і звичайний менеджер Максим Солнцев випадково сперечаються про те, що краще — смертна кара чи довічне ув'язнення. Їх суперечка призводить до несподіваних наслідків — Максим переселяється в старий флігель поруч з будинком олігарха на 15 років, при цьому йому заборонено залишати приміщення і спілкуватися із зовнішнім світом. В обмін на виконання цих умов він може отримати 15 мільйонів доларів.

## В ролях
- Віктор Вержбицький — Віктор Петрович;
- Володимир Жеребцов — Максим Солнцев;
- Анатолій Білий — Ігор;
- Марина Могилевська — Ольга;
- Сергій Чонішвілі — Сірий (голос — Олександр Тютін);
- Олеся Железняк — Катя;
- Євгенія Лоза — Маша;
- Дарія Повереннова — мати Маші;
- Валерій Магдьяш — нотаріус;
- Роман Вільдан — садівник;
- Максим Афанасьєв — конкурент;
- Ноель Андерсон — конкурент;
- Павло Трубінер — конкурент;
- Валентин Ніколашин — колега;
- Юрій Катаєв — колега;
- Віталій Альшанський — слідчий;
- Олексій Паламарчук — оперативник;
- Вадим Померанцев — доктор;
- Михайло Рукавишников — батько Маші.